# Midland-Odessa Sockers FC
Midland-Odessa FC, anteriormente conhecido como Midland/Odessa Sockers, é uma agremiação esportiva da cidade de Midland, na região metropolitana de Midland-Odessa, Texas.  Atualmente disputa a National Premier Soccer League.

## História
O primeiro jogo do Midland/Odessa foi um amistoso contra o Arizona Sahuaros.Seu primeiro jogo oficial foi contra o El Paso Patriots no dia 2 de maio de 2009.O Sockers disputou a PDL entre 2009 e 2015.. Em 2016 a equipe se transfere para a NPSL e muda de nome para Midland-Odessa FC.

## Estatísticas

### Participações
|  | Participações em 2017 |

| Competição     | Competição               | Temporadas | Melhor campanha     | Estreia | Última | P | R |
| Estados Unidos | Lamar Hunt U.S. Open Cup | 1          | Segunda Fase (2015) | 2015    | 2015   |   | – |